# B株
B株（ビーかぶ、英: B share、中: B股）とは、正式には人民币特种股票といい、中華人民共和国の上海証券取引所と深圳証券取引所に上場している中国企業の株式のうち外貨建てで取引されている銘柄のこと。人民元建てで取引されている銘柄をA株という。中国には資本の移動の自由がないため、中国大陸外からのA株の取引は制限されている。

## 概要
1990年に上海証券取引所と深圳証券取引所が再開もしくは設立されたが、両取引所に上場している中国企業の株式は中国大陸外からは投資できないものだったが、中国大陸外からの投資を開放するための新たな市場の種別として、1991年11月に外貨建てのB株制度が設けられた。1992年2月21日に最初のB株として上海真空电子器件股份有限公司が上海証券取引所に上場した。人民元建ての株式はA株として区別されているが、A株とB株に株主としての権利の違いはない。B株は当初は中国大陸内からは取引できなかったが、2001年2月19日から中国大陸内からも取引できるようになった。
2022年9月1日現在、A株の銘柄数が4328銘柄なのに対して、B株の銘柄数は86銘柄で、B株の銘柄数はとても少なく、両株はいずれ統合されるとの見方もある。
上海で上場している株式は上海B株、深圳で上場している株式は深圳B株と呼ばれる。上海市場ではアメリカドル、深圳市場では香港ドルで取引ができ、中国内外の投資家が売買できる。